# Cyclocephala endroedii
Cyclocephala endroedii är en skalbaggsart som beskrevs av Martinez 1965. Cyclocephala endroedii ingår i släktet Cyclocephala och familjen Dynastidae. Inga underarter finns listade i Catalogue of Life.